# Tipula malkini
Tipula malkini är en tvåvingeart som beskrevs av Alexander 1955. Tipula malkini ingår i släktet Tipula och familjen storharkrankar. Inga underarter finns listade i Catalogue of Life.